# Калиська (Конінський повіт)
Калиська (пол. Kaliska) — село в Польщі, у гміні Вільчин Конінського повіту Великопольського воєводства.
Населення — 250 осіб (2011).
У 1975-1998 роках село належало до Конінського воєводства.

## Демографія
Демографічна структура станом на 31 березня 2011 року:
|          | Загалом | Допрацездатний вік | Працездатний вік | Постпрацездатний вік |
| -------- | ------- | ------------------ | ---------------- | -------------------- |
| Чоловіки | 117     | 24                 | 77               | 16                   |
| Жінки    | 133     | 39                 | 60               | 34                   |
| Разом    | 250     | 63                 | 137              | 50                   |